# マーキーズ
マーキーズ（The Mar-Keys、当初は「マーキス（Marquis）」（侯爵の意）で活動）とは、1958年にアメリカ合衆国のスタジオ・セッション・バンドとして結成されたグループ。活動の中心地はテネシー州メンフィス。1960年代には、スタックス・レコードの多数の録音に参加した。

## 概要
前身はメンフィスのメシック高校同窓生を中心に組んだ「ローヤル・スペーズ (The Royal Spades)」。1960年までにドン・ニックス、スティーヴ・クロッパー、チャールズ・パッキー・アクストン、ドナルド・ダック・ダン、テリー・ジョンソン、ロニー・ストゥーツ、ウェイン・ジャクソンの7人がメンバーになる。練習場所は、テナー・サクソフォーンのパッキー・アクストンが経営するサテライト（レコードショップ/スタジオ。後のスタックス）であった。3サックス構成で、メンフィスで最も人気のガレージ・バンドになっていく。
1961年、マーキーズは、サテライト・レーベルからデビュー・シングル「ラスト・ナイト」を発表した。同曲はポップス・チャート3位、R&Bチャート2位、約100万枚のヒットとなったが、演奏はスティーヴ・クロッパーがピアノで参加しただけで、他はスタジオ・ミュージシャンがおこなっていた。同年夏、南部から北部にツアーをおこなったが、その秋、スティーヴ・クロッパーがツアーから離脱し、チャーリー・フリーマン（元メンバー）が復帰する。ツアー中、フィラデルフィアにて人気音楽番組『アメリカン・バンドスタンド』に出演した。
1962年初め、ファースト・アルバム『ラスト・ナイト!』をアトランティック・レコードから発売（スタックス制作の初アルバム）。同年、セカンド・アルバム『ドゥ・ザ・ポパイ』を発表するが、同年夏、ダック・ダンが脱退。以後、断続的にツアーを続けるも、デビュー作以降は、ほとんどヒットしなかった。マーキーズ名義のシングルは、いずれも主にスタジオ・ミュージシャンの録音で、1963年1月までに計8枚リリースされたが、バンドは事実上解散状態になり、マーキーズのオリジナル・メンバーは、1965年8月のロサンゼルス公演での結集が最後となった。
1966年にマーキーズ名義でシングル「Philly Dog」がヒット（R&B 19位）、アルバム『ザ・グレイト・メンフィス・サウンド』が発売され、1967年にモンタレー・ポップ・フェスティバルと、スタックスのヨーロッパ・ツアーにも同行したが、この頃のマーキーズは、ウェイン・ジャクソンとアンドリュー・ラヴを中心にしたホーン隊（後のメンフィス・ホーンズ）、もしくはこのホーン隊にMG'sと、ブッカー・Tまたはアイザック・ヘイズを加えた陣容を指している。

## ディスコグラフィ

### スタジオ・アルバム
- 『ラスト・ナイト!』 - Last Night! (1961年、Atlantic SD-8055) August release
- 『ドゥ・ザ・ポパイ』 - Do the Pop-Eye with the Mar-Keys (1962年、Atlantic SD-8062)
- 『ザ・グレイト・メンフィス・サウンド』 - The Great Memphis Sound (1966年、Stax S-707)
- 『ダム・イフ・アイ・ノウ』 - Damifiknow! (1969年、Stax STS-2025)
- Memphis Experience (1971年、Stax STS-2036)

### ライブ・アルバム
- 『バック・トゥ・バック』 - Back to Back (1967年、Stax S-720) ※with ブッカー・T&ザ・MG's

### 主なシングル
- 「ラスト・ナイト」 - "Last Night"/"Night Before" (1961年、Satellite 107)
- "Morning After"/"Diana" (1961年、Stax 112)
- "About Noon"/"Sack O-Woe" (1961年、Stax 114)
- "Foxy"/"One Degree North" (1961年、Stax 115)
- "Popeye Stroll"/"Po-Dunk" (1962年、Stax 121)
- "What's Happenin'"/"You Got It" (1962年、Stax)